# Museum des Martyriums des Seligen Priesters Jerzy Popiełuszko

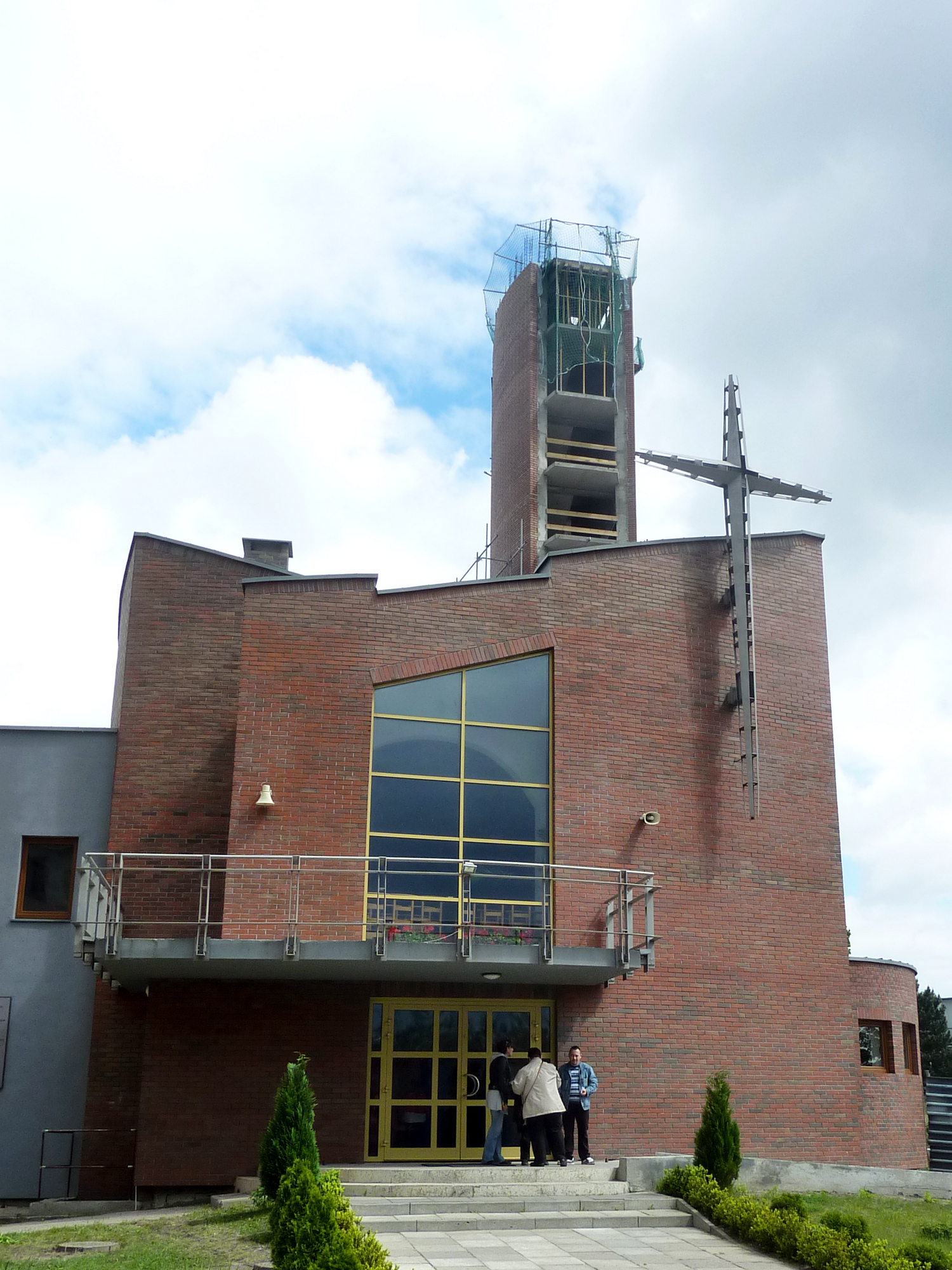
Die Pfarrkirche – ein Teil des Heiligtums, in dessen Souterrain das Museum gebaut wurde

Das Museum des Martyriums des Seligen Priesters Jerzy Popiełuszko ist ein multimediales Museum zur Erinnerung an das Leben, die Tätigkeit und das Martyrium des Priesters Jerzy Popiełuszko in Włocławek.

## Lage
Das Museum befindet sich im Souterrain des vor mehreren Jahren gebauten Heiligtums des Martyriums des Seligen Jerzy Popiełuszko, direkt neben dem Staudamm in der Płocka-Straße 167A in Włocławek.

## Geschichte
Am 9. November 1997 trat das Dekret von Bischof Bronisław Dembowski in Kraft, wonach in der Płocka-Straße in Włocławek die Pfarrei Unserer Lieben Frau von Fatima errichtet wurde.
Mit der Erstellung einer Gedenkstätte wurde die Kongregation der Tröster von Getsemani betraut. Mit der Diözesanverwaltung wurde vereinbart, dass beim Bau der neuen Kirche und des seelsorgerischen Zentrums die Kongregation versuchen würde, eine Pfarrkirche mit einer eigenen Kapelle zu bauen, in der in Zukunft ein Heiligtum für das Leben und Martyrium des Seligen errichtet werden solle. Das Museum entstand im Rahmen des in Pommern und Kujawien durchgeführten Projekts „Der Weg des Martyriums des Seligen Priestesr Jerzy Popiełuszko“ unter finanzieller Förderung aus dem Regionalen Programms für die Woiwodschaft Kujawien-Pommern.
Die feierliche Eröffnung des Museums fand fünf Jahre nach der Seligsprechung des Priesters am 7. Juni 2015 statt. Die Aufsicht über das Heiligtum wird von der Kongregation der Tröster aus Getsemani gehalten.

## Ausstellungen
Das Museum besteht aus drei Räumen. Der erste Raum präsentiert die Kindheit und Jugend Jerzy Popiełuszkos. Der Korridor führt in das Wirken Popiełuszkos für die Gewerkschaft „Solidarność“ ein. Der zweite Raum zeigt, die mit Streiks und Massenbewegungen für das Vaterland und stellt die Zeit der Quälerei, Schikane und Bespitzelung Popiełuszkos durch das damalige Regime dar. Der letzte Raum erzählt die Geschichte seiner Entführung und seines Martyriums dar.
So findet man im Museum Informationen über das Leben und die Tätigkeiten von Popiełuszko sowie eine Beschreibung des Kultes um den Pfarrer der „Solidarność“ nach dessen Märtyrertod.